# Ла-Сантисіма-Тринідад-де-Парана
Ла-Сантисіма-Тринідад-де-Парана (ісп. La Santisima Trinidad de Paraná — «найсвятіша трійка Парани») — колишня єзуїтська місія в Парагваї. Ця місія однією з багатьох єзуїтських місій, невеликих колоній, заснованих місіонерами в різних частинах Південної Америки протягом 17 та століть. Всі вони будувалися як мініатюрні міста-держави з метою конвертації місцевого індіанського населення на католицтво.
Ла-Сантисіма-Тринідад-де-Парана, зараз відома як «руїни Тринідаду», була однією з останніх місій, збудованих в районі річки Парана, що включає південний Парагвай і північну Аргентину. Також зараз це одна з найлегкодоступніших та найвідвідуваніших історичних ділянок району. Місія розташована біля сучасного міста Енкарнасьйон, вона була збудована в 1706 році, та складається з центральної площі, великої церкви, школи, кількох майстерень та житлових будинків для індіанців.
З вигнанням єзуїтів з іспанських володінь місія прийшла в занепад, як і решта місій. Частково через недавнє заснування, місія відносно добре збереглася, а історичні суспільства підтримують її в сучасному стані. В 1993 році ця місія, разом з місією Хесус-де-Таваранґуе, була занесена до списку Світової спадщини.